# Felicjan Bierzyński
Felicjan Bierzyński herbu Jastrzębiec – podkomorzy żytomierski w latach 1766–1771, chorąży owrucki w latach 1758–1766, stolnik owrucki w latach 1748–1758, wojski żytomierski w latach 1737–1758, starosta szauliski w latach 1732–1762. 
Deputat województwa kijowskiego na Trybunał Główny Koronny w 1762 roku.